# Varvig lera

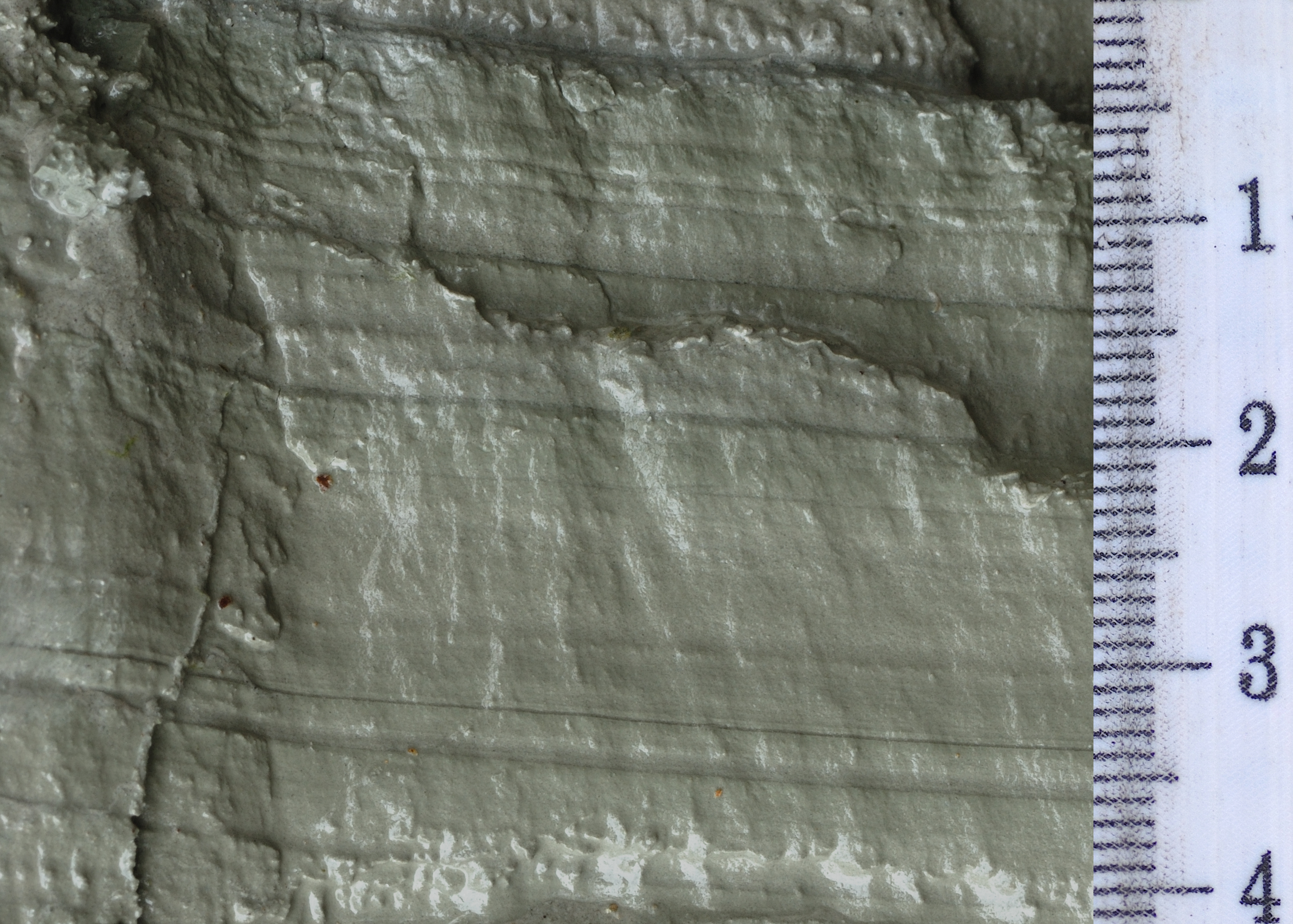
Varvig lera i Österrike

Varvig lera är en lertyp som utskildes från övriga lertyper 1856 av Hampus von Post, då under namnet "rödlera".
Han hade noterat att lerarterna på slätterna i mellersta och södra Sverige med sin rödbruna färg skilde sig från de yngre lertyperna, som han kallade gråleror. Senare övergick han till namnet varvig lera, då han noterat att leran bestod av växlande varv av sand och lera.
Gerard de Geer kunde efter studier av dessa lervarv, lervarvskronologin, 1884 fastslå att lervarven var årsavlagringar bildade under vårfloden i inlandsisens avsmältning. Genom flitiga mätningar av de olika lervarvens tjocklek i början av 1900-talet kunde det årsvisa förloppet i inlandsisens tillbakadragande noggrant kartläggas.